# DAF 750
De DAF 750 is een compacte sedan die van 1961 tot 1963 werd geproduceerd door de Nederlandse fabrikant DAF.
De DAF Daffodil en de 750 kwamen gelijktijdig op de markt als toevoeging aan de DAF 600. De grotere 746 cc 4-takt luchtgekoelde tweecilinderboxermotor zorgde voor betere prestaties dan de 600. De wagen was leverbaar in een standaard groene uitvoering met witte bumper en grille, en een luxe versie in vele kleuren met chroom bumper en grille.
Speciale varianten van de 750 waren de pick-up, stationwagen en bestelwagen. De auto was minder luxe uitgevoerd dan de Daffodil en leek dan ook uiterlijk meer op de 600. Een verkoopsucces was de 750 dan ook niet, kopers kochten liever de luxueuzere Daffodil.

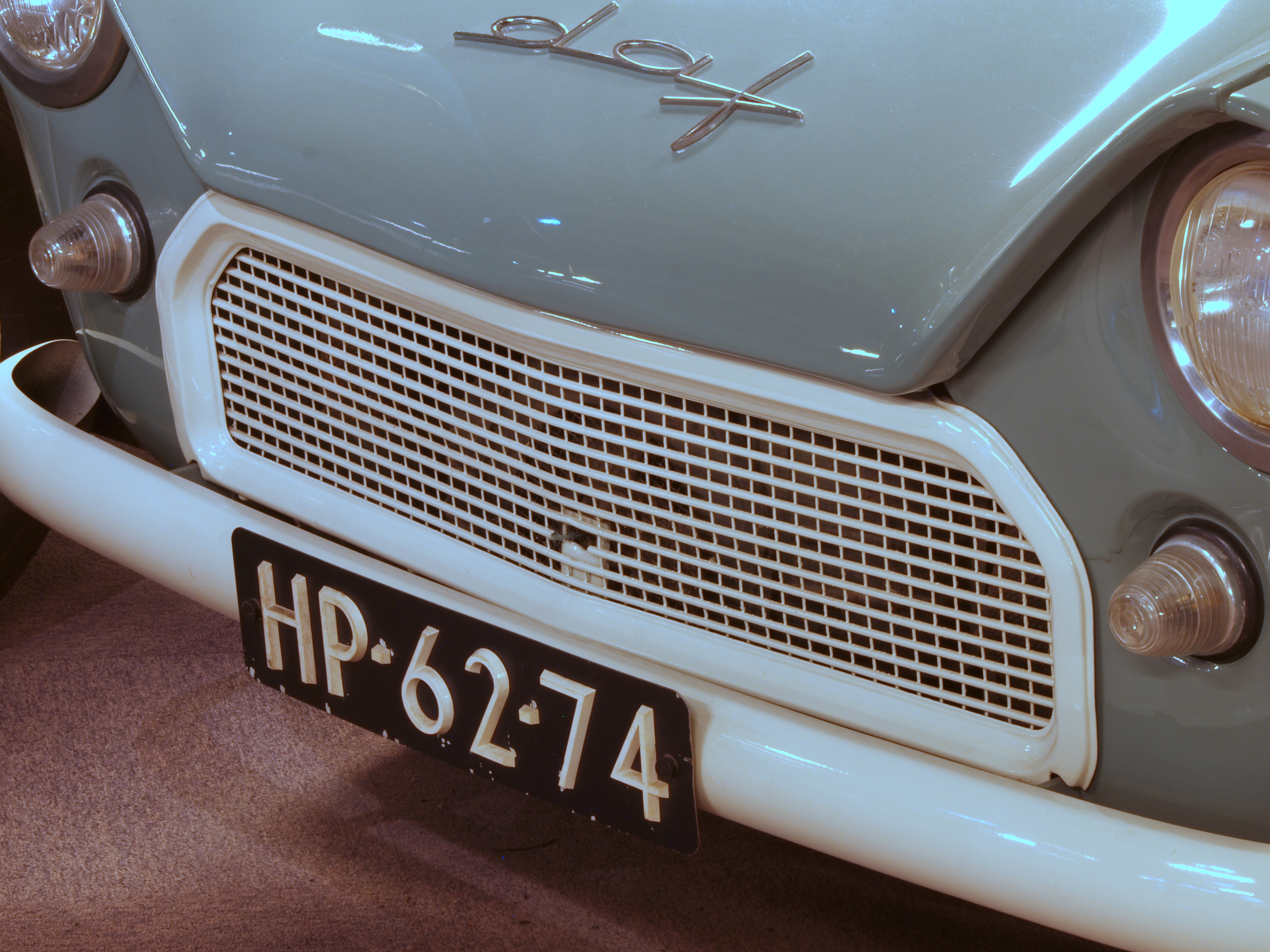
Grille van de DAF 750